# Crocodile Shoes
Crocodile Shoes är en brittisk TV-serie i 7 avsnitt producerad av BBC och sänd i brittisk och svensk TV 1994. Serien skrevs av Jimmy Nail som också spelade huvudrollen. Crocodile Shoes handlar om fabriksarbetaren Jed Shepperd och hans väg till att slå igenom som countrysångare. Titelmelodin "Crocodile Shoes" blev en listhit för Nail, liksom albumet med samma namn. En uppföljare, Crocodile Shoes II kom 1996 och melodin "Country Boy" blev även den en hit för Nail. I rollerna märks Jimmy Nail, James Wilby, Sammy Johnsson, Melaine Hill, Amy Madigan och Christoffer Fairbanks.